# Sun Qingmei
Sun Qingmei (kinesiska: 孙庆梅), född den 19 juni 1966, är en kinesisk fotbollsspelare. Vid fotbollsturneringen under OS 1996 i Atlanta deltog hon i det kinesiska lag som tog silver.